# Winston-Salem Cycling Classic
La  Winston-Salem Cycling Classic est une course cycliste d'un jour qui se tient aux États-Unis au mois de mai. Elle se court dans la ville éponyme. Une épreuve masculine et une épreuve féminine sont organisées depuis 2014. L'épreuve pour les hommes fait partie de l'UCI America Tour en catégorie 1.1 et l'épreuve féminine du Calendrier international féminin UCI également en catégorie 1.1.

## Palmarès
| Année | Vainqueur       | Deuxième       | Troisième       |
| ----- | --------------- | -------------- | --------------- |
| 2014  | Travis McCabe   | Joseph Lewis   | Zachary Bell    |
| 2015  | Toms Skujiņš    | Jure Kocjan    | Joseph Lewis    |
| 2016  | Ryan Roth       | Eric Marcotte  | Evan Huffman    |
| 2017  | Robin Carpenter | Ryan Roth      | Bruno Langlois  |
| 2018  | Sam Bassetti    | Colin Joyce    | Fabian Lienhard |
| 2019  | Ulises Castillo | George Simpson | Luis Villalobos |